# Zalezera purvs
Zalezera purvs este o arie protejată (arie specială de conservare — SAC, sit de importanță comunitară — SCI, arie de protecție specială avifaunistică — SPA) din Letonia întinsă pe o suprafață de 328,52 ha, integral pe uscat.

## Localizare
Centrul sitului Zalezera purvs este situat la coordonatele 56°28′17″N 24°33′38″E / 56.4713°N 24.5605°E.

## Înființare
Situl Zalezera purvs a fost declarat arie de protecție specială avifaunistică în decembrie 2002 pentru a proteja 13 specii de animale. Alte tipuri de protecție:
- sit de importanță comunitară (în mai 2004)
- arie specială de conservare (în mai 2004)[1][3][4]

## Biodiversitate
Situată în ecoregiunea boreală, aria protejată conține 6 habitate naturale: Lacuri eutrofice naturale cu vegetație de tip Magnopotamion sau Hydrocharition, Lacuri și iazuri distrofice naturale, Mlaștini turboase de tranziție și turbării mișcătoare, Taiga vestică, Păduri caducifoliate de mlaștină fino-scandinave, Mlaștini împădurite.
La baza desemnării sitului se află mai multe specii protejate:
- păsări (9): acvilă țipătoare mică (Aquila pomarina), cocoșul de mesteacăn (Bonasa bonasia), caprimulg (Caprimulgus europaeus), erete de stuf (Circus aeruginosus), ciocănitoare neagră (Dryocopus martius), muscar (Ficedula parva), cocor (Grus grus), viespar (Pernis apivorus), cocoșul de mesteacăn (Tetrao tetrix tetrix)
- mamifere (1): vidră de râu (Lutra lutra)
- nevertebrate (3): Dytiscus latissimus, Graphoderus bilineatus, libelule (Leucorrhinia pectoralis)

Pe lângă speciile protejate, pe teritoriul sitului au mai fost identificate 4 specii de plante, 2 specii de amfibieni, 5 specii de mamifere, 5 specii de nevertebrate.